# Küssen verboten (Album)
Küssen verboten ist das zweite Album der Leipziger Band Die Prinzen und wurde am 28. September 1992 veröffentlicht.

## Hintergrund
Nach einer Tour mit Udo Lindenberg im Februar 1992 und einer Clubtour durch Deutschland von Mai bis Juli 1992 wurde in den Boogie Park Studios mit Produzentin Annette Humpe, die auch neben dem Comedian Olli Dittrich zum Songwriting beitrug, das Album Küssen verboten eingespielt. Im Frühjahr 1993 folgte die Küssen-verboten-Tour durch Deutschland. Das Album verkaufte sich über 800.000 Mal, wofür es unter anderem dreifach Gold in Deutschland gab. Am 26. Juli 1993 erschien eine A-cappella-Version des Albums.

## Titelliste
1. Küssen verboten – 2:32 (Text: Annette Humpe)
2. Bombe – 3:31 (Text: Sebastian Krumbiegel)
3. 1 x – 3:04 (Text: Tobias Künzel)
4. Vergammelte Speisen – 2:56 (Text: Humpe)
5. Abgehau’n – 3:42 (Text: Krumbiegel)
6. Allein gemacht – 2:00 (Text: Krumbiegel)
7. Warum hast Du das getan – 3:03 (Text: Humpe)
8. Kleines Herz – 4:15 (Text: Oliver Dittrich)
9. Suleimann – 3:22 (Text: Humpe)
10. Schaurig traurig – 3:38 (Text: Joh. Witt)
11. Ich brauch Dich gar nicht mehr – 2:24 (Text: Krumbiegel)
12. Die Thräne – 1:52 (Text: Joh. Witt)

## Chartplatzierungen

### Album
| Jahr | Titel           | Höchstplatzierung, Gesamtwochen, AuszeichnungChartplatzierungen (Jahr, Titel, Platzierungen, Wochen, Auszeichnungen, Anmerkungen) | Höchstplatzierung, Gesamtwochen, AuszeichnungChartplatzierungen (Jahr, Titel, Platzierungen, Wochen, Auszeichnungen, Anmerkungen) | Höchstplatzierung, Gesamtwochen, AuszeichnungChartplatzierungen (Jahr, Titel, Platzierungen, Wochen, Auszeichnungen, Anmerkungen) | Anmerkungen                                                  |
| Jahr | Titel           | DE | AT | CH | Anmerkungen                                                  |
| ---- | --------------- | --- | --- | --- | ------------------------------------------------------------ |
| 1992 | Küssen verboten | DE6 (48 Wo.)DE | — | CH21 (5 Wo.)CH | Erstveröffentlichung: 28. September 1992 Verkäufe: + 800.000 |

### Singles
| Jahr | Titel           | Höchstplatzierung, Gesamtwochen, AuszeichnungChartplatzierungen (Jahr, Titel, Platzierungen, Wochen, Auszeichnungen, Anmerkungen) | Höchstplatzierung, Gesamtwochen, AuszeichnungChartplatzierungen (Jahr, Titel, Platzierungen, Wochen, Auszeichnungen, Anmerkungen) | Höchstplatzierung, Gesamtwochen, AuszeichnungChartplatzierungen (Jahr, Titel, Platzierungen, Wochen, Auszeichnungen, Anmerkungen) | Anmerkungen                |
| Jahr | Titel           | DE | AT | CH | Anmerkungen                |
| ---- | --------------- | --- | --- | --- | -------------------------- |
| 1992 | Küssen verboten | DE17 (23 Wo.)DE | — | — | Erstveröffentlichung: 1992 |